# Milo
Mila so snovi, ki jih dobimo, če maščobe segrejemo skupaj z natrijevim ali kalijevim hidroksidom. Pri tem se estrska vez v molekuli maščobe pretrga, nastanejo pa propan-1,2,3-triol (glicerol) in natrijeve ali kalijeve soli višjih maščobnih kislin – mila.
Milo je sredstvo za odstranjevanje umazanije. Uporabljamo ga predvsem v osebni higieni. Delimo jih na trda (vsebujejo natrij) in mazava (vsebujejo kalij). Pridobivamo jih s  saponifikacijo iz maščob. Mila uporabljamo, ker mastnih umazanij z vodo ne moremo odstraniti (emulzija maščobe in vode), nepolarni delci mila pa se povežejo z nepolarnimi maščobnimi delci in jih odtrgajo s površine.
Če milu dodamo različna kemična sredstva za izboljšanje pralnih lastnosti, dobimo detergente (sintetično pralno sredstvo), ki pa v nasprotju z mili niso biološko razgradljiva, v njih so sredstva za mehčanje vode , katera povečajo pralni učinek in so bolj škodljiva za okolje. Pralni praški vsebujejo mila, dišave in barvila, detergenti pa še mehčalce vode, sredstva za beljenje, barvila, dišave ter encime za odstranjevanje mastnih madežev.
Za mehčanje vode so detergentom v preteklosti dodajali fosfate, ki jih danes zamenjujejo ionski izmenjevalci. Odpadne vode fosfatov pospešujejo rast alg v vodotokih, te pa porabljajo kisik v vodi in ga tako odvzemajo drugim bitjem. Življenje v vodi zato zamre. Proces se imenuje evtrofikacija.